# دغله
دغله (به عربی: الدغلة) یک منطقهٔ مسکونی در لبنان است که در شهرستان عکار واقع شده‌است. دغله ۱٫۰۱ کیلومتر مربع مساحت و ۳۰۶ نفر جمعیت دارد.